# Carl Lynch
Carl Lynch (* um 1920) ist ein US-amerikanischer Rhythm-&-Blues- und Jazzgitarrist, der sich als Rhythmusgitarrist bei Produktionen von Phil Spector und bei Aufnahmen von James Brown und Nina Simone einen Namen machte.

## Leben und Wirken
Lynch spielte ab den frühen 1940er-Jahren in der Begleitband des Sängers und Pianisten Olie Shepard, mit dem 1942 erste Aufnahmen für OKeh entstanden, die jedoch unveröffentlicht blieben. In den folgenden Jahren arbeitete er u. a. im Trio des Pianisten Herman Chittison, an dessen Aufnahmen mit Pearl Bailey und Thelma Carpenter er beteiligt war, ab 1947 außerdem mit Connee Boswell, Jerry Jerome, Pete Johnson und Freddie Washington.
In den 1950er- und 1960er-Jahren arbeitete Lynch in New York als freischaffender Musiker mit Mercer Ellington, Leroy Glover & Wally Richardson, Curly Hamner, Cootie Williams, Ruth Brown, Dud Bascomb, LaVern Baker, Sam „The Man“ Taylor, King Curtis, Buddy Lucas, Taft Jordan, Rhoda Scott, Johnny Hodges, Joan Toliver, Solomon Burke, Esther Phillips, J. J. Johnson, Les McCann, George Benson, Hank Crawford, Jerome Richardson, Jimmy Smith, Arthur Prysock und Dizzy Gillespie. Als Rhythmusgitarrist ist er außerdem bei Aufnahmen der Isley Brothers („Move Over and Let Me Dance“, mit Jimi Hendrix), James Brown („Say It Loud: I’m Black and I’m Proud“) und Nina Simone („Young, Gifted and Black“) zu hören; bei Studioproduktionen Phil Spectors arbeitete er mit Billy Butler, Russ Savakus und Dick Romoff zusammen.
In den 1970er- und 1980er-Jahren wirkte Lynch noch bei Aufnahmen von Percy Mayfield, Eric Gale, Charles McPherson, Marlena Shaw, Jimmy Owens, Bunky Green, James Moody und zuletzt um 1990 bei Ellis Larkins (Sweet Soul) mit; im Bereich des Jazz listet ihn Tom Lord zwischen 1942 und 1989 bei 78 Aufnahmesessions.
George Benson zählt Carl Lynch zu seinen Förderern; in seiner Autobiografie erwähnt Benson, wie Lynch ihn ermutigte, professioneller Gitarrist zu werden.